# Radoszewnica
Radoszewnica – wieś w Polsce położona w województwie śląskim, w powiecie częstochowskim, w gminie Koniecpol. Wieś położona jest nad rzeką Pilicą.
W latach 1975–1998 miejscowość administracyjnie należała do województwa częstochowskiego. W Radoszewnicy znajduje się rezerwat przyrody Borek, chroniący kompleks leśny o urozmaiconych wielogatunkowych drzewostanach, posiadających cechy zespołów naturalnych, a także odnowiony, zabytkowy Pałac.

## Historia
Pierwsze wzmianki o miejscowości pochodzą z XV w., wówczas Radoszewnica należała do Radoszewnickich.
Na przełomie wieków zmieniali się właściciele zarówno wsi jak i znajdującego się w niej majątku ziemskiego. Do właścicieli pałacu w Radoszewnicy należeli między innymi Dobieccy, Koniecpolscy, Czapscy, Potoccy. Ostatni posiadacze to rodzina Ostrowskich, która rezydowała w majątku w Radoszewnicy od XIX do początku XX wieku.
Po II wojnie światowej murowany dwór w Radoszewnicy pełnił rolę szkoły niemal do końca XX wieku. Po jej zlikwidowaniu dwór powoli popadał w ruinę, dopiero przejęcie go przez prywatnych inwestorów sprawiło, że po wielu latach dewastacji doczekał się remontu (części dworu nie udało się uratować) i zadbania.
Z początkiem XXI wieku posiadłość tą kupili Elżbieta i Andrzej Waksmańscy, oraz Barbara (siostra Elżbiety) i Włodzimierz Zawadzcy- lekarze z Australii. Dzięki temu pałac w ciągu 5 lat przeszedł zupełną metamorfozę. Zrekonstruowany niemal od nowa dwór jest już ponownie zamieszkały, a także służy do organizacji okolicznościowych przyjęć. Uratowano także położony nad rzeką Pilicą blisko 5-hektarowy zabytkowy park z okazami starodrzewia.
W 1708 roku między Radoszewnicą, a Koniecpolem Starym miała miejsce bitwa między zwolennikami Stanisława Leszczyńskiego i Augusta II Mocnego. Zwyciężyli zwolennicy Augusta II Mocnego.

## Rezerwat przyrody Borek
W Radoszewnicy znajduje się naturalny kompleks leśny o urozmaiconym, wielogatunkowym drzewostanie. Jest to rezerwat przyrody "Borek". Największą wartość rezerwatu stanowią świetliste dąbrowy, łęg olchowy i ols typowy. Występują też olchy i sosny (180-300 lat). Rezerwat jest izolowany od większych kompleksów leśnych. Posiada bogatą faunę stawonogów, mięczaków, płazów i ptaków.

## Piłka nożna
W latach 1991–1995 na terenie Radoszewnicy istniał klub piłkarski "Orzeł" Radoszewnica, który grał w B Klasie.